# Олджато-Моньюмент (Юта)
Олджато-Моньюмент (англ. Oljato–Monument Valley), Оольєто (навахо Ooljééʼtó)  — переписна місцевість (CDP) у США, в окрузі Сан-Хуан штату Юта. Населення — 682 особи (2020).

## Географія
Олджато-Моньюмент розташоване за координатами 37°1′51″ пн. ш. 110°15′4″ зх. д. / 37.03083° пн. ш. 110.25111° зх. д. (37.030856, -110.251207).  За даними Бюро перепису населення США в 2010 році переписна місцевість мала площу 74,94 км², уся площа — суходіл.

## Демографія
Згідно з переписом 2010 року, у переписній місцевості мешкали 674 особи в 178 домогосподарствах у складі 146 родин. Густота населення становила 9 осіб/км².  Було 221 помешкання (3/км²).
Расовий склад населення:
| - 92,3 % — корінних американців - 4,9 % — білих - 0,1 % — азіатів |

До двох чи більше рас належало 2,5 %. Частка іспаномовних становила 1,5 % від усіх жителів.
За віковим діапазоном населення розподілялося таким чином: 36,9 % — особи молодші 18 років, 56,6 % — особи у віці 18—64 років, 6,5 % — особи у віці 65 років та старші. Медіана віку мешканця становила 27,4 року. На 100 осіб жіночої статі у переписній місцевості припадало 103,6 чоловіків;  на 100 жінок у віці від 18 років та старших — 105,3 чоловіків також старших 18 років.
Середній дохід на одне домашнє господарство  становив 49 416 доларів США (медіана — 32 250), а середній дохід на одну сім'ю — 51 595 доларів (медіана — 38 750). За межею бідності перебувало 33,3 % осіб, у тому числі 49,3 % дітей у віці до 18 років та 21,4 % осіб у віці 65 років та старших.
Цивільне працевлаштоване населення становило 349 осіб. Основні галузі зайнятості: мистецтво, розваги та відпочинок — 24,1 %, освіта, охорона здоров'я та соціальна допомога — 21,2 %, роздрібна торгівля — 15,5 %, виробництво — 11,2 %.